# Едвард Двурник
Ѐдвард Дву̀рник (на полски: Edward Dwurnik) е полски художник и график.

## Биография
Едвард Двурник е роден на 19 април 1943 г. в Радзимин. Учи живопис и графика в периода 1963 – 1970 г. в Академията за изящни изкуства във Варшава, а също така и скулптура в продължение на 3 години.
Както сам забелязва, през първите години на своето следване в академията „няма никаква визия за своето творчество“. След като се запознава с творбите на Бернар Бюфе, съзира нови художествени възможности, ала едва изложбата на Никифор Криницки през 1965 г. му помага да намери формата, която дава възможност за реализация на собствените му идеи.
Това събитие слага начало на страстта му да твори. Тогава са създадени картини като Пътуване на автостоп, Варшава, Портрет. Двурник смята, че същинската си тематика намира през март 1968 г. Художественото решение, по отношение на този проблем, е да се изгради многоелементна композиция, усложнение, създаване на връзки между предметите на картината. Нарисувал е над 5000 картини. Двурник редовно презентира своите творби, представящи столиците на различни страни от Европейския съюз, организирани в Двореца Хойната.
Награден е със следните награди: Културна награда „Солидарност“ (1983), Nouvelle Biennale de Paris (1985), награда на Олимпийските игри в Сеул (1988) и награда на Фондацията за съвременно изкуство (1992).
Живее във Варшава. Дъщеря му, Поля Двурник (р. 1979 г.), също е художник и график.

## Творчество
Част от творбите на Едвард Двурник:
- 1968 – Впечатляване от тълпата (Zachwycenie tłumem)
- 1969 – Страсти (Namiętności) – цикъл
- 1970 – 1971 – Колекция – цикъл
- 1972 – Миг (Chwila) – цикъл
- 1971 – 1974 – цикъл Облаци (Chmury)
- 1975 – Работници (Robotnicy) – цикъл
- 1979 – Кръст (Krzyż) – цикъл
- 1985 – Романтици (Romantycy) – цикъл
- 1990 – 1994 – От декември до юни (Od grudnia do czerwca) – цикъл
- 1991 – 1993 – Да живее войната! (Niech żyje wojna!) – цикъл
- Пътуване на автостоп (Podróże autostopem) – цикъл
- Варшава (Warszawa) – цикъл
- Портрет (Portret) – цикъл

## Ордени
Офицерски кръст на Ордена на Възраждане на Полша (2014).